# Ataque ao Capitólio dos Estados Unidos em 2021
O ataque ao Capitólio dos Estados Unidos ocorreu em 6 de janeiro de 2021, depois de partidários do então presidente Donald Trump por ele convocados a se reunirem em Washington, D.C. para protestar contra o resultado da eleição presidencial de 2020, justamente a data em que as duas casas legislativas se reuniriam para ratificar a vitória de seu oponente. Baseada na alegação falsa de Trump de que houve fraude nas votações, objetivava assim o mandatário estadunidense obter apoio e forçar que o vice-presidente Mike Pence e o Congresso rejeitassem a vitória do presidente-eleito Joe Biden. No início, os manifestantes se reuniram para o comício "Save America", um evento planejado no parque The Ellipse, onde os participantes ouviram os discursos de aliados como seu advogado pessoal Rudy Giuliani, onde este convocava os presentes a resolverem a disputa eleitoral num "julgamento por combate".
A invasão durou boa parte da tarde e continuou até o começo da noite. Na madrugada, as forças policiais conseguiram recuperar o controle do Capitólio, que ficou bastante depredado. Cerca de cinco pessoas foram mortas (quatro manifestantes e um policial) e dezenas foram presas, embora a maioria posteriormente ao incidente. Quatro policiais presentes durante os eventos acabaram cometendo suicídio nos sete meses seguintes. A postura do presidente Donald Trump foi duramente criticada por jornalistas, autoridades e políticos de ambos os lados do espectro político. O presidente foi acusado de incitar a multidão e depois resistiu a ideia de mandar tropas da Guarda Nacional para restaurar a ordem na capital.
Inicialmente vários especialistas qualificaram os acontecimentos como uma tentativa de golpe de estado (na modalidade autogolpe) perpetrada por Trump, culminância das suas tentativas fracassadas em reverter as derrotas eleitorais na justiça, tanto quanto nas falidas pressões sobre autoridades para fraudarem os resultados e, finalmente, para que seu vice-presidente o fizesse. Tendo provocado cinco mortes, dezenas de feridos e centenas de presos e investigados, o episódio culminou no segundo pedido de impeachment de Trump, primeiro presidente na história a ter dois processos do tipo. Em 20 de janeiro de 2025, de volta no poder, Trump perdoou todos os manifestantes envolvidos nas invasões de 6 de janeiro, incluindo membros dos Proud Boys e Oath Keepers que atacaram violentamente a polícia.

## Antecedentes
O presidente Donald Trump havia acumulado sucessivas derrotas judiciais nas suas tentativas de reversão dos resultados eleitorais em estados como Geórgia e Pensilvânia; em 3 de janeiro foi divulgado pelo jornal The Washington Post um telefonema de Trump ao secretário de estado da Geórgia, Brad Raffensperger, em que o presidente o pressionou a conseguir 11 780 votos a seu favor. A quantidade era de um a mais que a diferença obtida por Biden no estado.
Desde o dia da votação no Colégio Eleitoral, em dezembro de 2020, o presidente Trump convocou seus apoiadores a irem para a capital do país para protestar contra a certificação do resultado das eleições. O presidente então falou na sua conta no Twitter: "Grande protesto em D.C. em 6 de janeiro. Esteja lá, será selvagem!". Segundo fontes levantadas por jornalistas e autoridades policiais, nas semanas que antecederam a revolta, manifestantes e apoiadores de Trump e do QAnon abertamente falaram sobre como pretendiam parar a certificação com ações violentas. Mesmo com todos os alertas, forças policiais locais não se prepararam direito, com policiais não recebendo equipamentos adequados para controle de multidão ou reforços. Quando a violência começou, embora um grupamento da Guarda Nacional estivesse a vinte minutos do local, demorou quase três horas para que eles chegassem após terem sido convocados. Segundo algumas fontes, o Pentágono atrasou as ordens e criou novas burocracias que atrasaram a chegada de reforços.
Desde o dia 5 de janeiro, manifestantes começaram a chegar na capital Washington, D.C., com o intuito de pressionar os republicanos no Congresso a apoiar Trump e, em última análise, tentar interromper a certificação da vitória de Joe Biden. Em 6 de janeiro, a capital já estava lotada de manifestantes pró-Trump, que se concentraram perto do Monumento a Washington. Vários discursos foram feitos para a multidão, muitos destes os exortando para a violência. Rudy Giuliani, por exemplo, voltou a repetir teorias da conspiração e alegações infundadas de fraude e afirmou que era hora de um "julgamento por combate". O congressista Mo Brooks disse "Hoje é o dia em que os patriotas americanos começam a anotar nomes e detonar", enquanto o também parlamentar Madison Cawthorn afirmou "esta multidão tem que lutar".
O presidente Trump foi um dos últimos a falar, discursando atrás de uma parede de vidro a prova de bala, afirmando que ele nunca admitiria derrota na eleição, também criticando a mídia e pedindo novamente ao seu vice, Mike Pence, para que ele revertesse o resultado da eleição.
Trump concluiu seu discurso mantendo a fala inflamatória, dizendo: "Vocês nunca terão de volta nosso país com fraqueza. Vocês têm que mostrar força e têm que ser fortes. Vamos exigir que o Congresso faça a coisa certa e conte apenas os eleitores que foram legalmente indicados. Eu sei que todos aqui logo estarão marchando para o edifício do Capitólio para fazer com que suas vozes sejam ouvidas de forma pacífica e patriótica hoje". O então presidente passou a exortar seus apoiadores a lutar. Ele disse: "Nós lutamos pra valer. E se vocês não lutarem como o diabo, vocês não vão mais ter um país". Trump então finalizou afirmando: "vamos para o Capitólio e vamos tentar dar [aos republicanos] o tipo de orgulho e ousadia que eles precisam para recuperar nosso país". Assim como os outros que o antecederam no pódio (como Giuliani e seu filho Don Jr)., Trump discursou fazendo várias alegações falsas e infundadas, baseadas em teorias da conspiração que já haviam sido refutadas em cortes e tribunais.

## A invasão
Logo após os discursos terminarem, os manifestantes começaram a marchar, em massa, em direção ao Capitólio. A grande multidão se concentrou na parte dianteira do prédio, se unindo a um grupo que estava lá desde o dia anterior. O Congresso estava em sessão na hora, conduzindo a contagem de votos do Colégio Eleitoral da eleição de 2020 e debatendo depois que o senador Ted Cruz do Texas e o congressista Paul Gosar do quarto distrito congressional do Arizona se opuseram à contagem dos votos do Colégio Eleitoral do Arizona. Por volta das 13h, no horário local, os manifestantes pró-Trump começaram a empurrar as barreiras de segurança do lado de fora do Congresso e logo sobrepujaram as forças policiais. A sessão de certificação dos votos do Colégio Eleitoral teve que ser pausada e o prédio do Capitólio dos Estados Unidos então começou a ser evacuado e os manifestantes superaram a segurança lá dentro, incluindo o National Statuary Hall. Por volta das 14h, o prédio do Capitólio começou a ser invadido em massa. Em seguida, todos os edifícios do complexo do Capitólio foram bloqueados e os congressistas, funcionários e jornalistas no prédio tiveram que se esconder, enquanto as forças de segurança tentavam impedir, sem sucesso, que os manifestantes invadissem o plenário do Congresso.
Foi relatado que houve um impasse armado nas portas dos salões da Câmara, e uma invasora foi baleada por um policial dentro do edifício do Capitólio, vindo a falecer no hospital poucas horas depois.
Pouco depois do ocorrido Biden fez um pronunciamento em Wilmington no estado de Delaware, onde qualificou o ato como "um ataque à cidadela da liberdade, o próprio Capitólio" e desafiou o presidente Trump a ir em rede nacional de televisão e exigir o fim das violências e do cerco ao Congresso. Somente horas depois da invasão foi que Trump exortou seus partidários a "irem para casa em paz", e repetiu a mentira de que houve fraude eleitoral, levando o Twitter a apagar o vídeo e suspender a conta do mandatário — medida até então inédita; o Facebook repetiu a medida, suspendendo a conta de Trump por um dia. Enquanto isso, o prédio do Capitólio e outros edifícios governamentais foram fechados enquanto forças polícias da região e de estados vizinhos se moviam para restaurar a ordem.
Durante a sessão de certificação dos votos do Colégio Eleitoral, Trump denunciou Pence como tendo falhado em "fazer o que deveria ter sido feito para proteger o nosso país e nossa Constituição", apesar de Pence não ter poder constitucional para rejeitar a vitória de Biden. Após a publicação da sua mensagem contra o próprio vice, os invasores dentro do Capitólio e aqueles do lado de fora reagiram aos gritos de "enforque Pence"; instado a ser retirado do local pelo serviço secreto, Pence se recusou e permaneceu escondido em um lugar nos porões da sede legislativa. Neste vídeo, que foi logo retirado das redes sociais, Trump chamava dos invasores de "patriotas" e declarou: "eu amo vocês".
Por volta das 14h31, a prefeita da capital, Muriel Bowser, ordenou que às 18h começaria um toque de recolher na região. Com o governo federal lento em responder, os governadores dos estados da Virgínia, Nova Iorque e de
Maryland enviaram reforços policiais e membros de suas Guardas Nacionais para Washington, D.C. Diferente de outras manifestações que aconteceram em 2020, o Pentágono restringiu o uso de equipamentos pesados pela Guarda Nacional e ordenou que os soldados agissem apenas em legítima defesa e não permitiu que equipamentos fossem trocados com a polícia sem autorização do secretário de defesa Christopher C. Miller. Essa situação e todo o plano de defesa e segurança daquele dia foram duramente criticados.
Levou mais de três horas para que o Capitólio fosse recuperado pelas forças de segurança. Policiais com roupa completa de controle de multidão invadiram o prédio utilizando granadas de fumaça e de efeito moral e dispersaram os manifestantes. Muitos foram embora sem serem molestados pela polícia e mesmo aqueles que cometeram atos de vandalismos não foram incomodados. O chefe de polícia justificou a lentidão das forças de segurança e seu aparente despreparo afirmando que eles não sabiam quantos artefatos explosivos poderiam estar dentro do prédio e que a situação como um todo exigia cautela. Não só a polícia teve problemas, mas a imprensa também. Jornalistas foram hostilizados e equipamentos destruídos. Por volta das 20h, o prédio do Congresso já estava seguro e boa parte dos manifestantes na capital haviam sido dispersados. A sessão parlamentar foi então retomada e os trabalhos na Casa continuaram.
O edifício histórico do Capitólio sofreu diversos danos. Estátuas foram depredadas e artefatos mexidos. Os escritórios de vários parlamentares foram invadidos e vandalizados, como o de Nancy Pelosi.

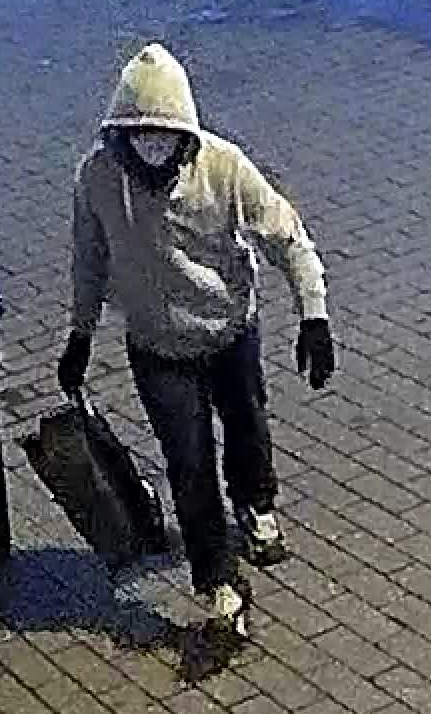
Suspeito leva bombas às sedes dos comitês dos partidos Republicano e Democrata.

A revolta e a invasão do Capitólio foram descritas por oficiais do Departamento de Justiça como um ato de insurreição, sedição e terrorismo doméstico. Várias fontes, como jornalistas, analistas e comentaristas políticos, afirmaram que a revolta era uma espécie de golpe de estado (ou autogolpe) por Trump. Estes incidentes foram a primeira vez que o Capitólio dos Estados Unidos foi tomado por uma força hostil desde a Queima de Washington (em 1814), quando os Britânicos invadiram a capital dos Estados Unidos durante a Guerra de 1812.
No final, o propósito das manifestações e da invasão acabou não sendo atingido. Na mesma noite do incidente, o Congresso dos Estados Unidos ratificou a eleição de Joe Biden. No total, cinco pessoas foram mortas e pelo menos 68 foram presas (no dia dos eventos). Pelo menos 14 agentes policiais acabaram feridos, e um deles veio a falecer no dia 7 de janeiro. Em resposta, o presidente Trump, criticado por não condenar diretamente a violência e continuar a perpetuar teorias da conspiração falsas de que houve fraude na eleição de 2020, afirmou que "haveria uma transição pacífica de poder".

### Terrorismo com bombas
Ainda durante os eventos foi informado pela polícia de que pelo ao menos um dispositivo explosivo improvisado foi encontrado nos terrenos do Capitólio, e outro a poucos quarteirões de distância na sede do Partido Republicano.
Pacotes contendo explosivos foram deixados nas sedes dos Comitês Nacionais dos partidos Republicano e Democrata. No primeiro caso o artefato foi desarmado com sucesso pelo esquadrão anti-bombas e o segundo, similar, levou à evacuação do prédio do Partido Democrata.
A dois quarteirões do Capitólio a polícia localizou uma caminhonete pick-up contendo onze artefatos explosivos e duas armas em seu interior, levando o esquadrão anti-bombas a desarmá-los. Seu proprietário, um homem de setenta anos do Alabama, foi localizado portando duas armas, e foi preso pelos agentes.

## Falhas de segurança e policiais no ataque

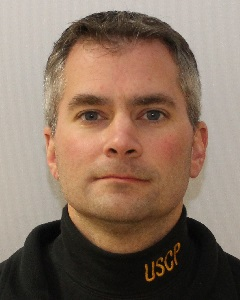
Brian Sicknick, agente morto por defensores de Trump. Sua morte expôs a infiltração nas forças policiais de defensores do ataque.

Já no dia 6 de janeiro foram identificadas as patentes falhas nas medidas de segurança durante a invasão promovida por Donald Trump, bem como a participação de agentes da lei entre os apoiadores do atentado às instituições democráticas.
As comunidades policiais na internet passaram os primeiros dias como que em choque com as imagens mostrando um policial do Congresso sendo arrastado pela multidão, tendo seu capacete arrancado, enquanto gritavam para "pegá-lo"; outro vídeo mostrava mais um agente sendo atacado, tendo seu corpo esmagado contra uma porta e, finalmente, a notícia da morte de Brian Sicknick após ser atingido por um extintor de incêndio na cabeça.
Até aquele dia o movimento pró-Trump era visto como defensor das forças da lei, com slogans como "vidas azuis importam"; apesar de todas as evidências, muitos tentaram imputar a responsabilidade a "agentes antifascistas" infiltrados, expressos em fóruns como "Thee Rant", criado para agentes e ex-agentes da polícia novaiorquina.
Ficou claro que, no acompanhamento das redes sociais, a propaganda com as falsas teorias de conspiração de Trump e suas mentirosas alegações de fraude eleitoral teve grande penetração nos meios policiais do país, radicalizando até mesmo agentes da lei na defesa de ideias antidemocráticas e contra o estado de direito, a fim de manter o presidente no poder por quaisquer meios.
Uma detetive da Filadélfia participou da invasão e fez ameaças contra Mike Pence, escrevendo que o vice-presidente era "um traidor e um agente da cabala e pedófilo".

### Infiltração nas forças policiais
Até o dia 12 de janeiro haviam sido identificados treze policiais de oito estados diferentes entre os participantes do motim no Capitólio, e estavam sob investigação. Além deles, muitos agentes que foram enviados para reforçar a segurança do Capitólio foram registrados permitindo a passagem dos invasores, apertando suas mãos e posando para "selfies".
Numa investigação interna feita por dois meses pelo Departamento de Polícia de Nova Iorque foi identificado que até mesmo seu mais alto funcionário encarregado de combater o assédio havia realizado dezenas de mensagens racistas no fórum "Thee Rant". Nesta plataforma várias postagens chegaram a proclamar a invasora morta, Ashli Babbit, como "mártir" da "revolução". O mesmo se passa em grupos de policiais no Facebook, onde falsas teorias de infiltração entre os manifestantes foram usadas para justificar o ataque criminoso.
Uma agente do serviço secreto está sob investigação, depois de publicar que "ontem começou bonito e, como sempre, os Antifa azedaram o clima e atacaram a polícia e uma veterana da Força Aérea foi assassinada" e que era chegada a hora do "ataque". Lideres de dois grandes sindicatos da polícia manifestaram apoio à invasão e, além de serem investigados, sofrem pressão para renunciarem a seus cargos. John Catanzara, que preside a "Ordem Fraternal da Polícia de Chicago" (entidade com mais de doze mil membros) se desculpou por suas postagens conspiratórias e de apoio à criminosa invasão, ao perceber a grande reação negativa, sofrendo pressão de entidades laborais e religiosas e do público por sua renúncia; o mesmo se deu com Mike Solan, do "Seattle Police Officers Guild".
Como consequência dos atos criminosos de 6 de janeiro e das ameaças de novos ataques durante a cerimônia de posse do novo presidente foi mobilizado um contingente de vinte e cinco mil homens da Guarda Nacional para garantir a segurança da capital do país; até o dia 19 de janeiro investigações internas levaram ao afastamento de doze desses agentes por possível envolvimento com grupos extremistas.

## Os invasores

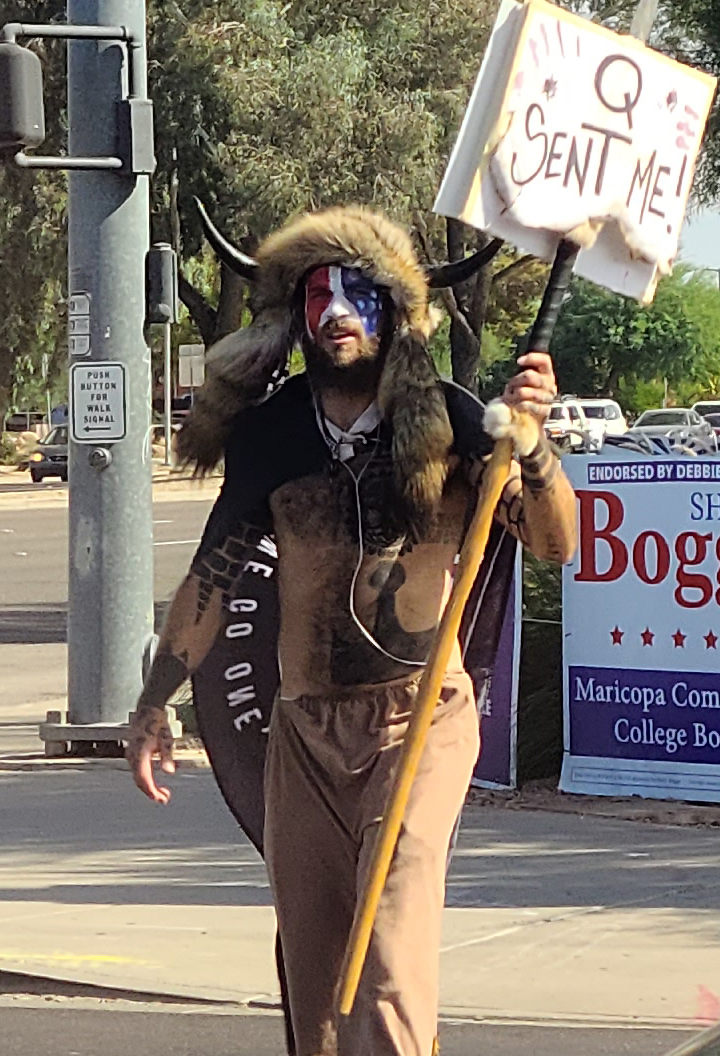
Jake Angeli, membro do QAnon, um dos invasores.

Dentre os principais invasores estavam militantes da supremacia branca. Um dos invasores que mais chamou a atenção foi o membro do QAnon, Jake Angeli (autodenominado QAnon Shaman e cujo nome real é Jacob Anthony Chansley), que invadiu o Capitólio com o rosto pintado, uma bandeira dos Estados Unidos e chapéu de pele com chifres. Os Proud Boys, grupo masculino de extrema-direita, também figurou entre os assaltantes e um deles, Nick Ochs, tirou fotos e postou vídeo dentro do Capitólio. Também influenciadores digitais da extrema-direita, como Tim Gionet (que se autodenomina "Baked Alaska") fez transmissão da invasão.
Um dos criminosos que participaram foi Richard Barnett, ligado a movimento a favor de armas: ele invadiu o gabinete da presidenta da Câmara, Nancy Pelosi, roubando de lá um envelope e deixando um bilhete com xingamento à parlamentar. Barnett, do Arkansas, foi detido no dia 8 de janeiro em sua casa pelo FBI. Também o deputado estadual da Virgínia Ocidental, Derrick Evans, que acompanhou os invasores, foi detido no mesmo dia; ambos enfrentarão acusações federais. Também Adam Johnson, de 36 anos, fotografado levando um púlpito da Câmara dos Deputados, foi preso e acusado de roubo e invasão.

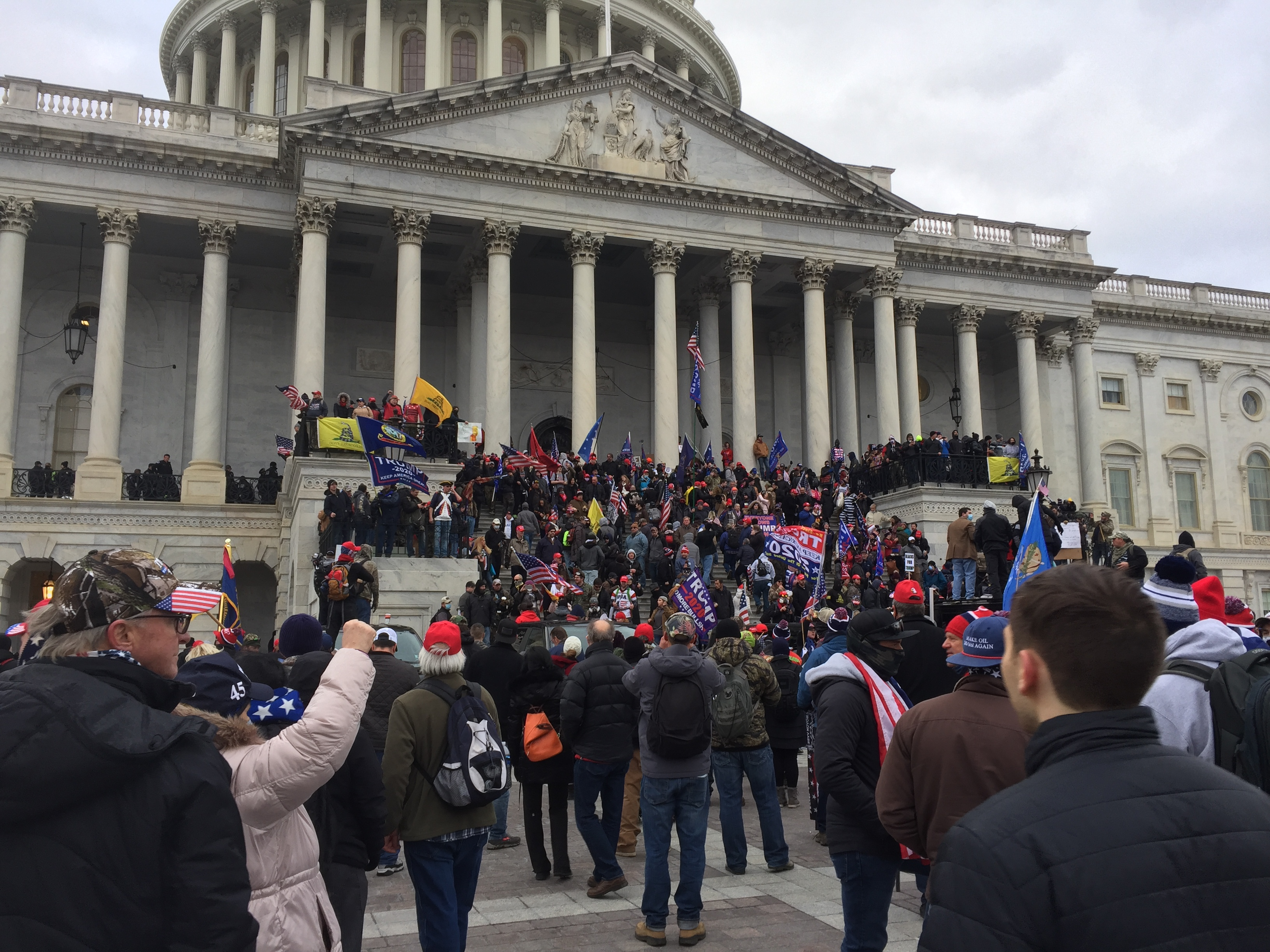
Manifestantes em frente ao capitólio.

Em meio a uma gestão que estimulou a homofobia (durante seu governo Trump realizara 180 ataques à comunidade LGBT+ e seu último ano foi o mais letal para transgêneros desde o início dos registros) um grupo autodenominado "Gays for Trump" tenta retratá-lo como favorável e uma bandeira arco-íris, símbolo do orgulho gay, foi vista em meio a vários símbolos nazistas, durante a invasão (a despeito disso, um comício organizado pelo grupo em Hollywood durante a campanha em 2020 reuniu somente setenta pessoas); Paul Kidd, advogado LGBT, e outras pessoas questionaram a presença daquela bandeira durante o ataque (uma delas comparou "gays for Trump" com "formigas pró inseticida"). O site LGBTQ Nation questionou: "Não está claro neste momento se as pessoas avistadas com bandeiras de arco-íris são LGBTQ, simplesmente querem apoiar as pessoas LGBTQ, ou estavam agitando a bandeira de arco-íris por outros motivos".
O filho de brasileiros Samuel Camargo, nascido em Boston, foi um dos invasores indiciados por quatro crimes pelo FBI; suas postagens em redes sociais mostravam que ele se vangloriava de haver enganado os agentes do Bureau mas, depois de descoberto, declarou estar arrependido e disposto a colaborar com as investigações.
Vários partidários de Trump, como o deputado Matt Gaetz, após a repercussão causada pela ameaça ao sistema democrático estadunidense, tentaram imputar as ações criminosas a "antifas" — suposto grupo "anti-fascista" — alegadamente infiltrados; nenhuma evidência de que alguém com este perfil estivesse entre os invasores foi constatada e todas as "provas" apresentadas foram desmentidas. Pelo contrário, portadores de símbolos divisionistas e racistas, e até que representam o Tea Party, foram registrados. Em 8 de janeiro, o FBI divulgou oficialmente uma nota afirmando que não havia evidências de que qualquer grupo que se autodenominasse "antifa" tenha participado da insurreição na capital americana.

### Presos e demitidos
Dentre os detidos nos dias imediatos estava um homem que enviara ameaças de morte a Nancy Pelosi e havia chegado à capital um dia antes dos eventos. Algumas empresas identificaram funcionários seus entre os invasores e tentam se desvincular dos atos criminosos.
A empresa de consultoria Cogensia, de Chicago, por exemplo, teve seu CEO Brad Ruckstales preso ainda dentro do prédio do Capitólio; dizendo ter sido a "pior decisão pessoal" em sua vida, o executivo pediu desculpas pelo que qualificou de "momento de julgamento extremamente pobre"; ele ainda condenou os atos dos quais tomou parte — “Como cidadão pacífico e cumpridor da lei, condeno a violência e a destruição que ocorreram em Washington” — e disse que apenas "seguiu centenas de outros por um conjunto de portas abertas para o edifício do Capitólio para ver o que estava acontecendo lá dentro". A despeito disto a Cogensia o demitiu e declarou oficialmente que "As ações do Sr. Rukstales foram suas; ele não estava agindo em nome de nossa empresa nem suas ações refletem de forma alguma nossas políticas ou valores".
Também a Navistar Direct Marketing, de Maryland, demitiu um funcionário fotografado durante a invasão usando um crachá da empresa. O mesmo aconteceu com o advogado texano Paul Davis, da Goosehead Insurance, demitido após aparecer num vídeo em que declarava tentar invadir o Capitólio para impedir a contagem dos votos. Já Rick Saccone, professor adjunto da escola Saint Vincent da Pensilvânia apresentou sua demissão após o colégio abrir uma investigação.
O guitarrista Jon Schafer, integrante da banda de heavy metal Iced Earth, foi identificado entre os invasores, e passou a ser procurado pelo FBI. Em 17 de janeiro, Schafer finalmente se entregou, sendo detido em seguida.
Em 18 de janeiro o FBI divulgou haver identificado a mulher que roubara um laptop do gabinete da presidenta da Câmara, Nancy Pelosi; Riley June Williams, da Pensilvânia, foi denunciada por um seu ex-parceiro e estaria tentando vender o aparelho para a Rússia. Ela estava desaparecida e excluíra suas contas das redes sociais. No dia seguinte o Bureau informou haver detido Williams e se soube que a mulher, de 22 anos de idade, havia ido para Washington com seu pai para a manifestação e, segundo se apurou, ela aparece em vídeos conduzindo os invasores até o gabinete de Pelosi, embora não tenha sido ainda confirmado se praticara o roubo do aparelho.

### Condenações e perdão
Em 20 de Julho de 2021, Paul Allard Hodgkins de 38 anos foi o primeiro dos invasores condenado a oito meses de prisão pela Justiça norte-americana por ter participado no incidente.
Em 25 de maio de 2023, o fundador do grupo radical Oath Keepers, Stuart Rhodes, foi condenado a 18 anos de prisão.
Em setembro de 2023 Enrique Tarrio foi condenado a 22 anos de prisão.
Em 20 de janeiro de 2025, durante o primeiro dia de seu segundo mandato, o presidente dos Estados Unidos, Donald Trump, emitiu uma proclamação que concedeu clemência a aproximadamente 1 200 réus condenados e arquivou os casos de cerca de 300 indivíduos com acusações pendentes por crimes relacionados ao ataque ao Capitólio dos Estados Unidos em 6 de janeiro, ocorrido perto do fim de seu primeiro mandato presidencial. O perdão foi irrestrito, acolhendo acusados de vandalismo e que agrediram policiais.

## Reações
Já na sessão do Congresso o senador democrata, futuro líder da maioria, Chuck Schumer, atribuiu diretamente a Trump a responsabilidade pelos atos e ressaltou que aquele fora "Um alerta final para nossa nação sobre as consequências do presidente demagogo, as pessoas que o capacitaram, a mídia cativa que repetiu suas mentiras e as pessoas que o seguem enquanto ele tenta empurrar a América à beira da ruína".
A postura recriminatória ao presidente continuou mesmo entre antigos aliados republicanos como Tom Cotton, do Arkansas, que disse: "Já passou da hora de o presidente aceitar os resultados da eleição, parar de enganar o povo americano e repudiar a violência da multidão"; mesmo na equipe presidencial da Casa Branca logo ocorreram defecções: Stephanie Grisham, chefe de gabinete da primeira-dama, e Sarah Matthews, vice-secretária de imprensa, protestaram com suas renúncias; até mesmo a Vigésima Quinta Emenda à Constituição dos Estados Unidos, que prevê a destituição do cargo o presidente por seu gabinete, chegou a ser cogitada.
Todos os ex-presidentes ainda vivos recriminaram o presidente; George W. Bush declarou que "É assim que os resultados das eleições são disputados em uma república de bananas — não em nossa república democrática", e que estava "chocado com o comportamento imprudente de alguns líderes políticos desde a eleição"; Barack Obama disse que "A história se lembrará corretamente da violência de hoje no Capitólio, incitada por um presidente em exercício que continuou a mentir sem base sobre o resultado de uma eleição legal, em um momento de grande desonra e vergonha para nossa nação". Bill Clinton declarou ser aquela uma “agressão sem precedentes” às instituições do país, “alimentada por mais de quatro anos de políticas envenenadas”, e que “A centelha foi acendida por Donald Trump”; já Jimmy Carter, aos noventa e seis anos, declarou que aquela fora uma "tragédia nacional" e clamou por solução pacífica.
No próprio Partido Republicano vários parlamentares imputaram a responsabilidade diretamente a Trump pelos acontecimentos, alguns de forma bastante contundente contra aquele que estava à frente do governo do país. Neste sentido falaram os senadores: Mitt Romney, que aquilo tudo fora uma "jogada perigosa ao se opor aos resultados de uma eleição legítima e democrática serão para sempre vistos como cúmplices de um ataque sem precedentes contra nossa democracia"; "Mentiras têm consequências. Essa violência foi o resultado inevitável e desagradável do vício do presidente em alimentar a divisão constante. Não é assim que transferimos o poder pacificamente", declarou Ben Sasse, do Nebraska; Richard Burr, da Carolina do Norte, foi incisivo ao declarar que "O presidente é responsável pelos eventos de hoje, promovendo as teorias da conspiração infundadas que levaram a este ponto"; Kevin Cramer, da Dakota do Norte disse que "Ele estava jogando combustível em uma faísca. Acho que o presidente tem alguma responsabilidade". Entre os deputados o tom foi o mesmo: Liz Cheney, do Wyoming, afirmou que "Não há dúvida de que o presidente formou a multidão, o presidente incitou a multidão, o presidente se dirigiu à multidão — ele acendeu a chama"; Adam Kinzinger, republicano de Illinois, afirmou que "Todas as indicações são de que o presidente se desvencilhou não apenas de seu dever ou mesmo de seu juramento, mas da própria realidade"; finalmente o ex-agente do FBI Brian Fitzpatrick, da Pensilvânia, foi taxativo ao afirmar que "o presidente dos Estados Unidos tem mentido para seus apoiadores com informações falsas e expectativas falsas. Ele acendeu a chama do incitamento e é o responsável por isso".

### Reações de líderes mundiais

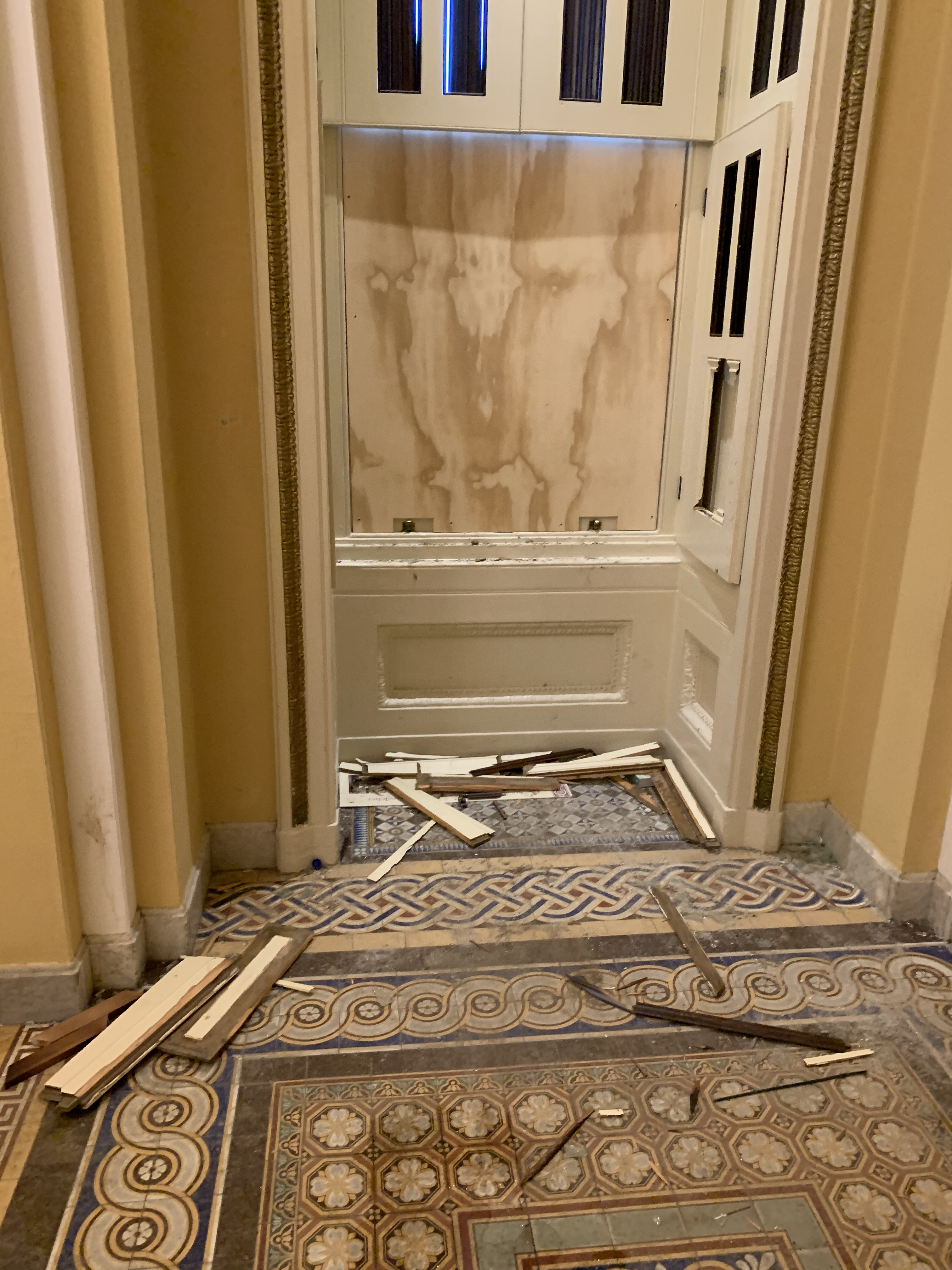
Interior do Capitólio danificado após a invasão. A brutalidade dos eventos provocou reações em todo o mundo.

Os demais países reagiram àquilo que ficou na história como um atentado à "maior democracia do mundo"; embaixadas orientaram seus cidadãos em Washington a ficarem em casa e tanto líderes de países aliados aos Estados Unidos, quanto seus principais adversários, se manifestaram sobre o episódio.
Logo no desenrolar dos fatos Boris Johnson, primeiro-ministro britânico, expressou de forma contundente e condenatória: "o que o presidente Trump tem dito sobre isso está completamente errado e eu condeno sem reservas encorajar as pessoas a se comportarem da maneira vergonhosa que fizeram no Capitol".
David Sassoli, presidente do Parlamento Europeu expressou pela proteção à democracia; o mesmo foi feito por Jens Stoltenberg, comandante da OTAN e que raramente se manifesta sobre assuntos internos de seus membros. Mais contundente foi o primeiro-ministro sueco, Stefan Löfven, que declarou: "O presidente Trump e vários membros do Congresso têm responsabilidade substancial pelos acontecimentos".
O presidente do Irã, Hassan Rouhani, aproveitou o incidente para atacar o país rival e seu governante: "O que aconteceu nos Estados Unidos mostra como a democracia ocidental é frágil (...) Apesar de todas as suas conquistas científicas e industriais, vemos uma enorme influência do populismo. Quando um doente assume o cargo, vemos como ele desgraça seu país e cria problemas para o mundo".
Embora Vladimir Putin tenha se mantido em silêncio, vários parlamentares russos condenaram o evento, como o senador Konstantin Kosachev, que declarou em rede social: "A celebração da democracia acabou. Infelizmente, este é o fundo do poço", dizendo que o protagonismo isolado dos Estados Unidos estava no fim sob um governante tomado por "narcisismo, excentricidade e aventureirismo" concluindo que "A América está dividida ao meio e as metades iguais sempre contestarão qualquer resultado de votação que seja prejudicial para elas". Contudo, foi salientado também, no contexto do incidente, a respeito de como a invasão do Capitólio foi a culminação indireta de anos de interferência das agências de inteligência russa no processo eleitoral americano. Um dos objetivos da ingerência russa nas eleições americanas, como visto em 2016, foi justamente semear a discórdia entre o eleitorado americano, minar a confiança do país no seu processo eleitoral e desacreditar suas instituições democráticas, a fim de gerar instabilidade política.
A alemã Angela Merkel manifestou tristeza e preocupação com os fatos; numa reunião ela declarou: “Uma regra básica da democracia é que depois da eleição há vencedores e perdedores, ambos devem desempenhar seu papel com decência e responsabilidade para que a própria democracia continue vencedora”, concluindo: "Lamento muito que o presidente Trump não tenha admitido a derrota em novembro e novamente ontem". A chanceler, declarando estar "zangada" com os fatos, imputou diretamente a Trump a responsabilidade dos fatos: “As dúvidas sobre o resultado da eleição foram alimentadas” por ele.
Benjamin Netanyahu, premiê israelense, chamou de "vergonhoso" o episódio e que "A ilegalidade e a violência são o oposto dos valores que sabemos que os americanos e israelenses prezam", manifestando preocupação de que os fatos sejam exemplos que poderiam ser seguidos em seu próprio país.
Justin Trudeau, do Canadá, escreveu numa rede social: "Os canadenses estão profundamente perturbados e tristes com o ataque à democracia nos Estados Unidos, nosso aliado mais próximo e vizinho"; já a norueguesa Erna Solberg imputou diretamente a Trump a responsabilidade pelos eventos, o mesmo fazendo o representante neerlandês, Mark Rutte, entre outros.
No Brasil, enquanto os presidentes do Senado Davi Alcolumbre e da Câmara Rodrigo Maia, bem como o ministro do Supremo Tribunal Federal Luís Roberto Barroso, se apressaram em condenar os eventos, o presidente do país, Jair Bolsonaro, se manteve em silêncio; o mesmo ocorreu com seus ministros e três dos seus filhos que ocupam cargos eletivos. O governante brasileiro, um dos últimos do mundo a reconhecer a vitória de Biden, desde 3 de novembro de 2020 vem repetindo as falsas alegações de que houve fraude nas eleições estadunidenses.
O primeiro-ministro português António Costa manifestou preocupação com o que se passava na capital dos EUA: "São imagens inquietantes. O resultado das eleições deve ser respeitado, com uma transição pacífica e ordeira do poder. Confio na solidez das instituições democráticas dos Estados Unidos”, escreveu.

## Consequências
Além das muitas prisões efetuadas de invasores, o Departamento de Justiça divulgou a prisão de Lonnie Leroy Coffman do Alabama junto a uma caminhonete parada nas imediações do Congresso onde havia onze coquetéis molotov e que estava portando uma arma sem licença; os coquetéis continham uma mistura de isopor derretido e gasolina, capazes de produzirem efeito similar ao napalm, quando detonados, fazendo com que as chamas se prendam onde quer que atinjam; o FBI emitiu pedidos de denúncias sobre indivíduos que possam ter incitado e promovido atos de violência, bem como para envio de vídeos e imagens dos acontecimentos no Capitólio.
A presidenta da Câmara, Nancy Pelosi, anunciou a 9 de janeiro a pretensão da bancada democrata de abrir um inédito segundo pedido de impeachment de Trump por "incitar a sedição", caso este não apresente sua renúncia ou seu gabinete não aplique a destituição prevista na 25ª Emenda; em nota a Casa Branca disse que esse processo serviria "para dividir ainda mais nosso grande país". Analistas disseram que, se fosse iniciado, o processo somente terminaria depois da saída de Trump do cargo e que, caso continuasse, os senadores poderiam então determinar a perda dos privilégios concedidos a ex-presidentes e, ainda, impedi-lo de novamente ocupar cargos públicos. A minuta da resolução da abertura do processo de impedimento diz que “Donald John Trump se envolveu em crimes graves e contravenções ao incitar intencionalmente a violência contra o governo dos Estados Unidos”. Antes Pelosi contatara o chefe do Estado-Maior no sentido de impedir Trump de aceder os códigos nucleares.
Donald Trump anunciou pelo Twitter, após uma suspensão temporária por doze horas, que não iria participar da cerimônia de posse de seu sucessor, algo que não ocorria desde 1869, com Andrew Johnson; Biden declarou que esta era uma "boa notícia"; numa mensagem ele finalmente admitiu sua derrota e uma "transição pacífica", mas repetiu infundadamente que houvera fraude eleitoral.
Já no calor dos eventos, na tarde de 6 de janeiro, a rede social Twitter suspendeu a conta do presidente temporariamente por doze horas após o governante chamar de "patriotas" aos invasores do Capitólio; na sexta-feira (08/01), a plataforma banira definitivamente as contas de dois partidários de Trump: Michael Flynn (ex-conselheiro de segurança de seu governo) e da advogada Sidney Powell. Com 88 milhões de seguidores, a conta do presidente foi definitivamente suspensa após uma petição assinada por mais de trezentos e cinquenta funcionários do Twitter, ainda na sexta, repetindo assim medida já adotada no dia anterior pelo Facebook e pelo Twitch, rede usada pelo presidente para transmitir seus comícios. A partir do dia 8 o Twitter adotou medidas contra a incitação da violência e baniu de sua plataforma mais de setenta mil contas de defensores da teoria conspiratória QAnon.
O chefe da Polícia do Capitólio, Steven Sund, apresentou a sua renúncia ao cargo a partir do dia 16 de janeiro de 2021 após ser criticado por sua falta de preparo diante dos eventos. O mesmo se deu com Michael Stenger, o sargento de armas do Senado.
Grandes empresas suspenderam suas doações políticas, como a Coca-Cola, 3M, JPMorgan Chase, Citigroup e outras; algumas empresas especificaram sua suspensão diretamente aos políticos republicanos que se insurgiram contra os resultados das eleições, como Morgan Stanley, Dow, AT&T, Hallmark Cards, General Electric, etc. (a Hallmark chegou a exigir que os senadores Josh Hawley do Missouri e Roger Marshall do Kansas devolvessem valores que receberam); com isto querem essas empresas se desvincular dos políticos que apoiaram a tentativa de ataque ao sistema democrático. Mastercard, Intel e Amazon, entre outras empresas, anunciaram a suspensão de contribuições a 147 republicanos que negaram a certificação de Biden.

### Processo para impeachment de Trump
A presidente da Câmara, Nancy Pelosi, declarou no domingo (10 de janeiro) que, se o vice-presidente Pence não invocasse a 25ª emenda para destituir o mandatário, ela iria iniciar um processo de impeachment contra Trump. Pelosi afirmou: "Ao proteger a nossa Constituição e a nossa democracia, vamos agir com urgência, porque este presidente representa uma ameaça iminente para ambos. Com o passar dos dias, intensifica-se o horror do contínuo assalto à nossa democracia perpetrada por este presidente e também a necessidade imediata de ação", esperando obter sua renúncia; o processo poderia transcorrer mesmo após o final do mandato. Assim ocorreria um inédito segundo processo de impeachment contra o presidente, ao protocolar a ação em 12 de janeiro. Em sua reação Trump declarou não querer violência, e que "é realmente uma continuação da maior caça às bruxas da história da política. É ridículo, é absolutamente ridículo. Este impeachment está causando uma raiva tremenda, e você está fazendo isso e é realmente uma coisa terrível que eles estejam fazendo", referindo-se a Pelosi e ao senador Chuck Schumer.
No dia 13 de janeiro a Câmara aprovou a abertura do processo, contando com os votos de dez deputados republicanos (rompendo, assim, a unanimidade do partido que ocorrera durante o primeiro processo); como o Senado estava em recesso até o dia 19 de janeiro, os deputados estudavam qual o melhor momento para enviar à câmara alta a resolução, uma vez que o julgamento político ali é feito, e considerando não atrapalhar os primeiros cem dias da nova administração Biden/Harris. Em qualquer hipótese, o julgamento ocorrerá quando Trump já não ocupar mais a presidência.